# Leptochilus mirandus
Leptochilus mirandus är en stekelart som beskrevs av Giordani Soika. Leptochilus mirandus ingår i släktet Leptochilus och familjen Eumenidae. Inga underarter finns listade i Catalogue of Life.